# Фульчи, Лучо
Лу́чо Фу́льчи (итал. Lucio Fulci; 17 июня 1927 — 13 марта 1996) — итальянский кинорежиссёр и сценарист, снимавший в основном джалло и комедии. Его фильмы ужасов считались крайне жестокими и шокирующими в свое время, за что он получил от англоязычных критиков прозвище «Godfather of Gore» (Крестный отец крови).
Фульчи наиболее известен своим культовым фильмом ужасов «Зомби 2» (1979), а также как автор условной «трилогии апокалипсиса», в которую входят: «Город живых мертвецов» (1980), «Седьмые врата ада» (1981) и «Дом на краю кладбища» (1981), которые связанны лишь жанром и Катрионой МакКолл, исполнительницей главных ролей.

## Биография

### Молодость, обучение и первые фильмы
Лучо Фульчи родился 17 июня 1927 года в Риме. Прервав обучение медицине, Фульчи решил связать свою карьеру с киноиндустрией. Он учился в Экспериментальном Центре Кино в Риме, у таких преподавателей, как Микеланджело Антониони и Лукино Висконти. При сдаче вступительного устного экзамена в этот центр Лукино Висконти спросил у Фульчи, что тот думает о его фильме «Одержимость», который уже заслужил множество хороших отзывов, на что Фульчи ответил, что он «ограбил» несколько картин Ренуара. Лукино Висконти же ответил следующим образом:

«Вы — первый человек, который говорит мне правду. Вы знаете фильмы, и у вас достаточно храбрости, которую должен иметь режиссёр.»
Получив диплом сценариста, в начале 50-х годов Фульчи начал писать сценарии к дешёвым комедиям и был несколько раз помощником режиссёра, в том числе помощником Марселя Лербьера на съёмках фильма «Последний день Помпеи».
Среди режиссёров, для которых он писал сценарии, были и Роберто Росселлини, Федерико Феллини, Марио Бава, Лукино Висконти. По словам Фульчи, он не собирался быть режиссёром, но чтобы прокормить семью после женитьбы, начал снимать фильмы. В конце сороковых годов Фульчи некоторое время был также редактором киножурнала «Settimana Incom». С 1952 по 1959 год Фульчи продал семь киносценариев, по которым были сняты фильмы. В 1959 году снял свой первый фильм «Воры». В нём был задействован известный итальянский комик Тото, но тем не менее в прокате фильм провалился. С приходом рок-н-ролла в кино Фульчи занялся съёмками музыкальных комедий, среди которых «Ребята и музыкальный автомат» (1959), «Urlatori alla sbarra» (1960) и «Uno strano tipo» (1963) с участием Адриано Челентано, Мины и других известных итальянских исполнителей этого жанра.
Годом ранее, в 1962 году, Фульчи снял комедию «Двое легионеров» с участием комиков Франко и Чиччо, которые в то время играли лишь в театре. Фильм имел большой успех среди зрителей, что позволило компании-производителю «Titanus» выйти из финансовых затруднений. Одновременно Фульчи вместе с Франко Франки работал над шоу «Uomo da ridere» для итальянского канала Rai 2.
В 1966 году Фульчи снимает свой первый спагетти-вестерн «Время резни» с Франко Неро. Также в его фильмах снимался Эрнест Боргнайн.

### Обращение к фильмам ужасов и триллерам
В 1969 году выходят два фильма-предвестника будущих фильмов ужасов Фульчи — «Беатриче Ченчи», в котором отсутствует специальный грим и присутствуют первые сцены жестокости, и «Один на другом» — этот фильм некоторые называют первым джалло Фульчи. Фильм «Беатриче Ченчи» вызвал множество нареканий, подняв бурю негодования в прессе и среди зрителей. Сам же Фульчи называл его прекрасным. В Великобритании на премьере фильма звучали лозунги «Смерть режиссёру!». В этот период, кроме нападок критиков, на Фульчи обрушилась ещё одна трагедия — покончила самоубийством его больная раком жена.

### Развитие идей джалло, судебное разбирательство
В 1971 году выходит джалло «Ящерица под женской кожей», который сам Фульчи называл своим «первым истинно фантастическим фильмом». Визуальные эффекты к фильму были созданы Карло Рамбальди — впоследствии создателем чудовищ в фильмах «Чужие», «Кинг-Конг», «Инопланетянин». Фульчи даже пришлось доказывать на суде, что собаки, которые в фильме выглядят искалеченными, были имитацией. Для дачи пояснений в суд был приглашён сам Рамбальди, который принёс один из муляжей собаки и с помощью встроенных в муляж воздушных камер и воздуховодов показал, как собака дышала в агонии перед камерой. В итоге обвинение, по которому Фульчи грозило 2 года тюрьмы, было снято.
В 1972 году при сотрудничестве американцев Фульчи снимает свой первый и единственный американский фильм по произведению Джека Лондона «Белый клык». Фильм хорошо приняли, и режиссёру было предложено снять продолжение, которое не замедлило себя ждать — «Возвращение белого клыка». Однако фильм получился чересчур кровавым, и сотрудничество с американскими партнёрами прекратилось.
В 1975 году выходят «Дракула в провинции», своеобразный комедийный фильм ужасов, и вестерн «Четверо для Апокалипсиса». В 1977 году — третий джалло режиссёра, «Семь нот в чёрном».

### Культовые фильмы
В 1979 году Фульчи снимает, пожалуй, свой самый знаменитый фильм — «Зомби». Бюджет его был чрезвычайно мал и состоял из денег, которые выделили трое независимых кинопроизводителей. Но актёрский состав был неплохим — Ольга Карлатос, Ричард Джонсон и др. Фильм оказался настолько кровавым и жестоким, что во многих странах был запрещён к показу. Незадолго до его выпуска вышел фильм «Рассвет мертвецов» Дарио Ардженто, прошедший в прокат в Италии под названием «Зомби». Поэтому Фульчи пришлось переименовать свой фильм в «Зомби 2». По окончании съёмок Фульчи заявил, что съёмочная команда только что сделала классику фильмов ужаса и что фильму не быть успешным, если он не создавался в атмосфере нервной напряжённости. Свой интерес к показу сцен насилия крупным планом Фульчи также воплотил в фильмах «Город живых мертвецов», «Седьмые врата ада», «Дом на краю кладбища», «Нью-йоркский потрошитель». Эти и другие фильмы также часто подвергались цензуре или вовсе запрещались. Во второй половине 80-х годов у Фульчи начались проблемы с личной жизнью и здоровьем — от него уходит очередная жена, он страдает от сахарного диабета.

### «Зомби 3», работа для телевидения, смерть
В 1983 году вышел сразу на видео постапокалиптический фильм «Воины 2072 года», а также фэнтезийно-приключенческий «Завоевание». В последнем фильме был задействован известный мексиканский актёр и культурист Хорхе Риверо, благодаря участию которого фильм хорошо продвигался в Мексике, но не снискал успеха в самой Италии.
Идея фильма «Воины 2072» о гладиаторских боях и важной роли телевидения в мире будущего была хорошо воспринята, но это не исключило разногласий с продюсерами: Фульчи хотел показать Рим будущего, в котором древние памятники были закрыты гигантскими плексиглассовыми куполами, но продюсер Маурицио Амати настоял на небоскрёбах.
В 1984 г. последовал джалло-мюзикл «Рок-убийца» (после этого фильма действие гепатита на организм Фульчи усилилось и начался цирроз печени), в 1986 г. — «Одержимость дьяволом». Последний фильм был выдержан в стиле эротической драмы и повествовал о садомазохистских отношениях между партнёрами. «Рок-убийца» был задуман как джалло о женщине, искавшей киллера, чтобы тот отомстил за неё. Однако в ходе производства продюсер попросил сделать из джалло мюзикл ввиду популярности американского фильма «Танец-вспышка». В качестве звукового сопровождения была наложена музыка Кита Эмерсона, и Фульчи остался недоволен этой картиной.
В 1988 году он вновь возвращается к тематике зомби и готовится снимать «Зомби 3», который в США получил название «Зомби 2». Съёмки фильма проходили на Филиппинах. Однако Фульчи проработал лишь пять недель, снял 70 минут материала и отказался от съёмок (по одной из версий из-за ссоры с продюсерами, по другой в связи с болезнью). В итоге Фульчи был заменён на Бруно Маттеи. Но имя Фульчи в титрах тем не менее было оставлено, что объясняется коммерческим ходом создателей.
В 1989 году Фульчи сотрудничал с телевидением, в результате чего появились два так и не вышедших в эфир фильма — «Прикосновение смерти» и «Призраки Содома», признанные непригодными для кинематографа. Другие два фильма, «Милый дом ужасов» и «Дом часов», были рассчитаны именно на телевидение. Они стали двумя частями сериала «House of Doom» (остальные две части снял Умберто Ленци).
Кроме того, он был актёром и режиссёром в фильме «Кошмарный концерт», где сыграл главную роль — роль режиссёра фильмов ужасов, подозреваемого в серии жестоких убийств. Фильм содержал также сцены из других фильмов, которые выходили под маркой «Лучо Фульчи представляет…». Свой последний фильм Фульчи снял в 1991 году. Им стала картина «Дверь в тишину», в которой продюсер Джо Д’Амато без разрешения на свой лад переделал музыкальное сопровождение. Фильмы этого периода отличались цинизмом и некой усталостью. Это был период упадка итальянского кинематографа, что сильно отразилось и на жанре фильма ужасов.
С тех пор Фульчи бездействовал. Лишь незадолго до смерти он принял участие в написании сценария к фильму «Восковая маска», который должен был и режиссировать, но смерть настигла его ещё до начала съёмок. Также Фульчи вместе с Дарио Ардженто собирался работать над ремейком фильма «Дом восковых фигур» режиссёра Андре де Тота.

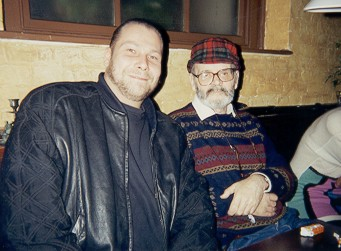
Андреас Шнаас (слева) и Лучо Фульчи (справа) в Лондоне, 1994 год

Лучо Фульчи скончался 13 марта 1996 года в Риме от осложнений диабета. Как выяснилось, перед смертью он не сделал себе укол инсулина, но факт самоубийства не был подтверждён, так как Фульчи умер в одиночестве.

## Художественные особенности творчества

### Джалло
Первый джалло Фульчи «Один на другом» 1969 года был наполнен саспенсом, меланхолией и показывал извращения. Дальнейшие джалло отличаются зрелищной жестокостью и темпераментом: так, «Ящерица под женской кожей» несёт в себе оттенки сюрреализма, а «Соблазнённый болью» демонстрирует неприязнь режиссёра к католической церкви. Среди прочего, фильм отображает сцену порки цепью, поднимает темы серийных убийств детей, лицемерия и деревенского мракобесия.

### Зомби-фильмы
В 1979 году вышел первый зомби-фильм Фульчи под названием «Зомби 2», обеспечивший режиссёру признание на долгие времена и ставший впоследствии культовым. Фильм шокировал зрителей показом внутренностей, увечий и трупных червей. Среди самых натуралистичных и шокирующих сцен критики выделяют сцену протыкания глаза женщины деревянной щепкой. Затем последовали «Город живых мертвецов» (1980), «Чёрный кот», «Седьмые врата ада» и «Дом на краю кладбища» (все 1981 года). Они явились одними из лучших представителей итальянского хоррора.
Данные фильмы отличались непременным наличием сверхъестественных начал и странной логики режиссёра. Кровавость и натуралистичность в них сосуществовала с вялотекущим действием, общей унылостью атмосферы, чему способствовали любимая техника съёмки Фульчи, создаваемые им образы, гротескность изображаемых увечий. Немаловажную роль в создании атмосферы печали сыграла музыка композитора Фабио Фрицци, сотрудничавшим с Фульчи. Все эти фильмы дали толчок многим другим режиссёрам для создания своих кровавых произведений.

### Другие фильмы ужасов
В 1982 году вышел «Нью-йоркский потрошитель», который ознаменовал переход Фульчи к другой теме, нежели зомби. Фильм был крайне провокационным и отпугнул множество поклонников фильмов ужасов. Он отличался мрачностью, жестокостью и обильным насилием вкупе с их реалистичностью. Отсутствуют какие-то сверхъестественные начала, сюжет повествует о маньяке, убивающем проституток с помощью бритвы. Всё действие происходит на фоне городского пейзажа. После этого фильма Фульчи называли женоненавистником, а его деятельностью заинтересовались цензоры и феминистки.
В 1985 году последовал «Рок-убийца», а в 1987 «Энигма», определившие переход Фульчи к фильмам ужасов новой волны 80-х годов, в которых показа внутренностей и крови стало значительно меньше.

## Личные предпочтения и отношение к своему творчеству
Касаясь кинематографа и его технологии, Фульчи признавался, что основной его интерес в режиссуре составляет сам технический процесс, а наиболее значимыми частями производства фильма он называл сценарий, монтаж и микширование звука. Непосредственно же о кинематографе Фульчи говорил, что не любит звёзд (хотя принимал участие в создании множества фильмов с участием такого известного комика, как Тото). Из работ других кинорежиссёров Фульчи отмечал фильмы Жака Турнёра и Роджера Кормана, в особенности его фильмы по произведениям Эдгара Аллана По.
В отношении фильмов ужасов Фульчи говорил, что ужас как таковой не является для него самоцелью, что его привлекает скорее фантастическое начало. Он стремился создавать фильмы, в которых ужас был бы вездесущ, даже в совсем безвредных вещах. Своим самым любимым фильмом Фульчи называет «Беатриче Ченчи», снятый в 1969 году.
О значимости кинематографа в своей жизни Фульчи говорит следующее:

Я разрушил свою жизнь ради него. У меня нет семьи, нет жены, только дочери. Все женщины оставили меня, потому что я никогда не прекращаю думать о работе.

## Мировоззрение
Фульчи называл себя католиком. Однако он не понимал понятия ада и рая, добра и зла так, как это трактует указанная религия. По словам Фульчи, ад находится внутри каждого человека, и нет никакого способа его из себя изгнать. Таким образом он демонстрирует свой ад посредством своих фильмов.

Я думаю, что каждый человек выбирает свой собственный внутренний ад, соответствующий его скрытым недостаткам. Так что я не боюсь Ада, так как Ад — уже в нас.
Бога же Фульчи видит в страдании:

Я нашёл Его (бога) в страданиях других… Поскольку я понял, что Бог — это Бог страдания.

## Фильмография
| Год  | Название                                               | Оригинальное название                                                                         | Англоязычный вариант                                   | Кто             | Исполняемая роль                                      |
| ---- | ------------------------------------------------------ | --------------------------------------------------------------------------------------------- | ------------------------------------------------------ | --------------- | ----------------------------------------------------- |
| 1950 | Автопатруль                                            | Motor Patrol                                                                                  | Motor Patrol                                           | актёр           | Том Морган                                            |
| 1954 | Американец в Риме                                      | Un Americano a Roma                                                                           | An American in Rome                                    | актёр           | мальчик слушающий джаз (в титрах не указан)           |
| 1959 | «Воры»                                                 | I ladri                                                                                       | The Thieves                                            | режиссёр        |                                                       |
| 1959 | Ребята и музыкальный автомат                           | Ragazzi del juke box                                                                          | The Jukebox Kids                                       | режиссёр        |                                                       |
| 1959 | Последние дни Помпеи                                   | Gli ultimi giorni di Pompei                                                                   | The last days of Pompeii                               | продюсер        |                                                       |
| 1960 | Крикуны перед судом                                    | Urlatori alla sbarra                                                                          | Howlers of the Dock                                    | режиссёр        |                                                       |
| 1960 | Сан Ремо, большой вызов                                | San Remo, la grande sfida                                                                     | San Remo, the great challenge                          | актёр           |                                                       |
| 1962 | Ограбление по-итальянски                               | Colpo gobbo all’italiana                                                                      | Hunchback Italian Style                                | режиссёр        |                                                       |
| 1962 | Двое легионеров                                        | I due della legione straniera                                                                 | Those Two in the Legion                                | режиссёр        |                                                       |
| 1962 | Массажистка                                            | Le massaggiatrici                                                                             | The Masseuses                                          | режиссёр        |                                                       |
| 1963 | Какой-то странный тип                                  | Uno strano tipo                                                                               | The Strange Type                                       | режиссёр        |                                                       |
| 1963 | Мошенники                                              | Gli imbroglioni                                                                               | The Swindlers                                          | режиссёр        |                                                       |
| 1964 | «Маньяки»                                              | I maniaci                                                                                     | The Maniacs / Beautiful Eyes                           | режиссёр        |                                                       |
| 1964 | Два побега из Синг Синг                                | I due evasi di Sing Sing                                                                      | Two Escape from Sing Sing                              | режиссёр        |                                                       |
| 1964 | Две публичные клизмы                                   | I due pericoli pubblici                                                                       | Two Public Enemies                                     | режиссёр        |                                                       |
| 1964 | 002 Наисекретнейший агент                              | 002 agenti segretissimi                                                                       | 00-2 Most Secret Agents                                | режиссёр        |                                                       |
| 1965 | Как мы натворили дел в армии                           | Come inguaiammo l’esercito                                                                    | How We Got Into Trouble with the Army                  | режиссёр        |                                                       |
| 1965 | 002: Операция Луна                                     | 002 operazione Luna                                                                           | 002 Operation Moon                                     | режиссёр        |                                                       |
| 1965 | «Два парашютиста»                                      | I due para                                                                                    | Two Parachutists                                       | режиссёр        |                                                       |
| 1966 | Как мы ограбили итальянский банк                       | Come svaligiammo la Banca d’Italia                                                            | How We Robbed the Bank of Italy                        | режиссёр        |                                                       |
| 1966 | «Кольт пропел о смерти»                                | Le colte cantarono la morte / Tempo di massacro                                               | Massacre Time / Colt Concert / The Brute and the Beast | режиссёр        |                                                       |
| 1967 | «Как мы украли атомную бомбу»                          | Come rubammo la bomba atomica                                                                 | How We Stole the Atomic Bomb                           | режиссёр        |                                                       |
| 1967 | «Длинный короткий кот»                                 | Il lungo, il corto, il gatto                                                                  | The Long, the Short, the Cat                           | режиссёр        |                                                       |
| 1967 |                                                        | Due rrringos nel Texas                                                                        |                                                        | актёр           |                                                       |
| 1967 | Операция Святого Петра                                 | Operazione San Pietro                                                                         | Operation St. Peter’s                                  | режиссёр        |                                                       |
| 1969 | «Один на другом»                                       | Una sull’altr                                                                                 | One on Top of the Other                                | режиссёр, актёр | графолог                                              |
| 1969 | «Инквизиция» («Беатриче Ченчи»)                        | Beatrice Cenci                                                                                | The Conspiracy of Torture                              | режиссёр        |                                                       |
| 1969 | «Отчаянные»                                            | Los Desesperados                                                                              | Desperate Men / A Bullet for Sandoval                  | режиссёр        |                                                       |
| 1971 | «Ящерица под женской кожей»                            | Una Lucertola con la pelle di donna                                                           | A Lizard in a Woman’s Skin                             | режиссёр        |                                                       |
| 1972 | Сенатор-развратник                                     | All’onorevole piacciono le donne (Nonostante le apparenze e purche la Nazione non lo sappia…) | Senator Likes Women                                    | режиссёр        |                                                       |
| 1972 | «Соблазнённый болью»                                   | Non si sevizia un paperino                                                                    | Don’t Torture a Duckling                               | режиссёр        |                                                       |
| 1974 | «Белый Клык»                                           | Zanna Bianca                                                                                  | White Fang                                             | режиссёр        |                                                       |
| 1974 | «Возвращение Белого Клыка»                             | Il Ritorno di Zanna Bianca                                                                    | The Return of White Fang                               | режиссёр        |                                                       |
| 1975 | «Дракула в провинции»                                  | Il cavaliere Costante Nicosia demoniaco, ovvero: Dracula in Brianza                           | Young Dracula / Dracula in the Provinces               | режиссёр        |                                                       |
| 1975 | «Четыре всадника Апокалипсиса»                         | I Quattro dell’apocalisse                                                                     | The Four of the Apocalypse                             | режиссёр        |                                                       |
| 1976 | «Кузина»                                               | La pretora                                                                                    | My Sister in Law                                       | режиссёр        |                                                       |
| 1977 | «Семь нот в темноте» («Семь нот в чёрном»)             | 7 note in nero                                                                                | Seven Notes in Black / The Psychic                     | режиссёр        |                                                       |
| 1978 | «Серебряное седло»                                     | Sella d’argento                                                                               | Silver Saddle                                          | режиссёр        |                                                       |
| 1979 | «Зомби»                                                | Zombi 2                                                                                       | Zombie                                                 | режиссёр, актёр | новостной редактор                                    |
| 1980 | «Люка-контрабандист»                                   | Luca il contrabbandiere                                                                       | Contraband                                             | режиссёр, актёр | убийца Дона Моррона с пистолетом (в титрах не указан) |
| 1980 | «Город живых мертвецов»                                | Paura nella citta dei morti viventi                                                           | City of the Living Dead / The Gates of Hell            | режиссёр, актёр | доктор Джо Томпсон                                    |
| 1981 | «Чёрный кот»                                           | Il Gatto nero                                                                                 | The Black Cat                                          | режиссёр, актёр | доктор                                                |
| 1981 | «Седьмые врата ада» («За чертой»)                      | E tu vivrai nel terrore — L’aldila                                                            | The Beyond / Seven Doors of Death                      | режиссёр, актёр | клерк (в титрах не указан)                            |
| 1981 | «Дом на краю кладбища»                                 | Quella villa accanto al cimitero                                                              | The House by the Cemetery                              | режиссёр, актёр | профессор Мюллер (в титрах не указан)                 |
| 1982 | «Нью-йоркский потрошитель»                             | Squartatore di New York                                                                       | The New York Ripper                                    | режиссёр, актёр | шеф полиции                                           |
| 1982 | «Проклятое дитя»                                       | Manhattan Baby                                                                                | Manhattan Baby                                         | режиссёр, актёр | доктор Форрестер                                      |
| 1983 | «Завоевание»                                           | La Conquista                                                                                  | Conquest                                               | режиссёр        |                                                       |
| 1984 | «Воины-2072»                                           | I guerrieri dell’anno 2072                                                                    | The New Gladiators / Rome 2072 A.D.                    | режиссёр, актёр |                                                       |
| 1984 | «Рок-убийца»                                           | Murderock — uccide a passo di danza                                                           | Murder Rock — Dancing Death                            | режиссёр, актёр | агент по имени Фил (в титрах не указан)               |
| 1986 | «Дьявольский мёд»                                      | Miele del diavolo                                                                             | Devil’s Honey / Dangerous Obsession                    | режиссёр, актёр | Bracelet Vendor (в титрах не указан)                  |
| 1987 | Проклятие                                              | The Curse                                                                                     | The Curse                                              | продюсер        |                                                       |
| 1987 | «Энигма»                                               | Aenigma                                                                                       |                                                        | режиссёр, актёр | инспектор полиции (в титрах не указан)                |
| 1988 | «Зомби 3» (совместно с Бруно Маттеи)                   | Zombi 3                                                                                       | Zombie Flesh Eaters 2                                  | режиссёр        |                                                       |
| 1988 | «Прикосновение смерти» («Когда Алиса разбила зеркало») | Quando Alice ruppe lo specchio                                                                | When Alice Broke the Mirror / Touch of Death           | режиссёр        |                                                       |
| 1988 | «Призраки Содома»                                      | Il Fantasma di Sodoma                                                                         | Sodoma’s Ghost / The Ghosts of Sodom                   | режиссёр        |                                                       |
| 1988 | «В гостях у тётушки»                                   | Non aver paura della zia Marta                                                                |                                                        | продюсер        |                                                       |
| 1989 | «Милый дом ужасов» (TV)                                | La Dolce casa degli orrori                                                                    | The Sweet House of Horrors                             | режиссёр        |                                                       |
| 1989 | «Дом часов» (TV)                                       | Casa del tempo                                                                                | The House of Clocks                                    | режиссёр        |                                                       |
| 1990 | «Демония»                                              | Demonia                                                                                       | Liza                                                   | режиссёр, актёр | инспектор Картер (в титрах не указан)                 |
| 1990 | «Кошмарный концерт»                                    | Un Gatto nel cervello                                                                         | A Cat in the Brain / Nightmare Concert                 | режиссёр, актёр | доктор Лучо Фульчи                                    |
| 1990 | «Гензель и Гретель»                                    | Hansel e Gretel                                                                               |                                                        | режиссёр        |                                                       |
| 1991 | Голоса извне                                           | Voci dal profondo                                                                             | Voices from Beyond                                     | режиссёр, актёр | больной                                               |
| 1991 | «Врата безмолвия»                                      | Le Porte del silenzio                                                                         | Door to Silence                                        | режиссёр        |                                                       |
| 1996 | «Сик-о-патия»                                          | Sick-o-pathics                                                                                | Sick-o-pathics                                         | актёр           | играет самого себя                                    |

## Факты
- У Фульчи две дочери: Антонелла и Камилла.
- В 1996 году Фульчи вместе со своей дочерью Антонеллой снялся в пародии своего друга Массимо Лаваньини на фильмы ужасов «Сик-о-патия».
- О режиссере снято три полнометражных документальных фильма: «Каким вы помните Лучо Фульчи?» (2006), «Фульчи как фальшивка» (2019) и «Фульчи говорит» (2021).